# ГЕС Валаяскоскі
ГЕС Валаяскоскі (фін. Valajaskosken voimalaitos) — гідроелектростанція на півночі Фінляндії у провінції Лапландія. Розташована за 15 км на південь від Рованіємі, станція входить до каскаду на річці Кемійокі (впадає у північну частину Ботнічної затоки), знаходячись між ГЕС Ванттаускоскі (вище за течією) та ГЕС Петаяскоскі.
Під час будівництва станції у 1957—1960 роках ліву протоку звузили земляною греблею, після чого остаточно перекрили бетонною греблею із чотирма шлюзами для перепуску надлишкової води, тоді як машинний зал збудований у правій протоці. Довжина земляної греблі 0,5 км, бетонної — 239 метрів. Як наслідок вище за течією річки утворилось витягнуте водосховище площею поверхні 11,3 км2 та об'ємом 100,1 млн м3.
Машинний зал первісно був обладнаний трьома турбінами типу Каплан загальною потужністю 70 МВт, які при напорі в 11,5 метра забезпечували середньорічне виробництво на рівні 338 млн кВт·год електроенергії. На початку 2000-х років ГЕС Валаяскоскі модернізували, збільшивши її потужність до 101 МВт (річне виробництво зросло не так сильно — до 365 млн кВт·год).